# French Connection II
French Connection 2 és una pel·lícula estatunidenca dirigida per John Frankenheimer el 1975 i doblada al català.

## Argument[2]
Popeye Doyle desembarca a Marsella per tal de capturar el traficant de droga Alain Charnier que havia aconseguit escapar-se en la seva precedent confrontació a Nova York.
Sempre perseguint el traficant de droga Alain Charnier, del qual acaba de desmantellar la xarxa americana i que és l'únic que pot identificar, 'Popeye' Doyle, implacable policia novaiorquès, arriba a Marsella, on es posa en contacte amb l'inspector Barthélémy. Però és acollit més aviat fredament, prohibint-li els seus homòlegs francesos de portar una arma. Sol, no parlant la llengua, continua no obstant això la seva investigació amb obstinació. Sense adonar-se que la policia francesa se serveix d'ell per entrampar Charnier.

## Repartiment
- Gene Hackman: Popeye Doyle
- Fernando Rey: Alain Charnier
- Bernard Fresson: Barthélémy
- Charles Millot: inspector Miletto
- Philippe Léotard: Jacques
- Cathleen Nesbitt: la vella senyora a l'hotel de les Columnates
- Jacques Dynam: inspector Geneveu
- Jean-Pierre Castaldi: inspector Raoul Diron
- Raoul Delfosse: el capità holandès
- Patrick Floersheim: Manfredi
- Philippe Brizard: El taxista
- Roland Blanche i Patrick Bouchitey (no surten als crèdits)

## Anècdotes
Per a les necessitats del rodatge, els tallers de la RATVM (Control dels transports de Marsella) van recrear un troleibús ELR a partir d'un autobús PLR sota la direcció de Pierre Gare que havia estat designat per arreglar les falsificacions així com la coordinació dels efectes pirotècnics; han estat empeltades de les perxes així com tots els accessoris i decoracions d'un verdader troleibús de la xarxa (porta el N°277). Però per raons de seguretat en el curs de rodatge (circulació intensiva), algunes escenes van ser rodades en carrers (carrer Colbert antiga terminal de les línies dels barris Nord 25, 26 i 28) on les línies d'alimentació dels troleibusos eren a lloc però no alimentades d'electricitat.
Es pot veure en un pla, quan s'atura en un semàfor, el troleibús vist de darrere qui treu un espès fum blau... normal per a un Berliet PLR de motor Dièsel però no per a un suposat troleibús.